# Statul Ecuatoria Centrală
Statul (vilaietul) Ecuatoria Centrală este una dintre cele 10 unități administrativ-teritoriale de gradul I ale Sudanului de Sud. Reședința sa este orașul Juba.